# 蓬国
蓬国或蓬王国（Pong），是曼尼普尔传说中傣掸民族建立的一个古国，“蓬”是曼尼普尔人对傣掸民族的称呼:41。早期曾有学者坚信蓬国是尚未被人所知的强大掸族古国，不过现代研究认为蓬国实际上是傣族勐卯与孟拱的历史流传到曼尼普尔人地区后混凑出的传说故事。

## 概念的提出
最早提出傣掸民族历史上存在一个“蓬国”的文献是1835年英国军官罗伯特·波瓦洛·彭伯顿（Robert Boileau Pemberton）向英印当局提交的《关于英属印度东部边界的报告》（Report on the Eastern Frontier of British India）:91。彭伯顿率军至缅甸王国治下的印缅边界曼尼普尔地区考察时，发现一位掸族老人藏有一部用掸文抄写的编年史手稿，随行的翻译人员将掸文译为曼尼普尔文，彭伯顿根据译稿将其中记载的大量内容写入《报告》中。彭伯顿在《报告》中谈到，那部掸文编年史记载，掸族早在公元1世纪时就建立过一个叫“蓬”的王国，其鼎盛时期的领土包括了从今印度阿萨姆邦和缅甸北部、东北部直到中国云南边境一带:108。自此以后，世人均以“蓬国”为谜，甚至有人认为“蓬国”是强大的古代掸族王国:322。
此外，曼尼普尔土邦流传下来的《曼尼普尔诸王编年史》也提到了蓬王国，但内容远没有彭伯顿的版本详尽:29,41。

## 传说故事
彭伯顿《关于英属印度东部边界的报告》第三部分描述了这样一个故事：
对曼尼普尔人来说，他们生活的这一地区自古就叫“蓬王国”，蓬王国的首都是缅甸人称呼的“孟拱”（Mogaung）、掸人所称的“勐卯龙”（Mongmaorong）。编年史中记载的蓬王国首位国王叫库尔利（Khool-liee），于公元80年左右在位，至公元667年穆尔格诺（Murgnow）即位，共传12世。期间蓬王国从北向南展开征服，到穆尔格诺时至少已有27个城市向蓬国朝贡。777年穆尔格诺辞世，长子苏坎法（Sookampha）即位，苏坎法命其弟三隆法（Samlongpha）率军四处远征，先向东征服八莫，使蓬国领土扩展到云南边境，随后西征巴沙国（Basa，即卡恰尔王国都城邦加[Banga]）、特里普拉、阿萨姆。后来三隆法派了信使前往勐卯龙，向苏坎法汇报他的功绩，并表示他想返回蓬国。结果信使却向苏坎法说三隆法想回到勐卯龙篡位，于是苏坎法计划毒死三隆法，却被他们的母亲提前获悉此事，立刻派人送信告知三隆法。三隆法的妻子与儿子获得准许前往阿萨姆与三隆法团聚，三隆法的这个儿子名叫召那坤（Chownakhum），据说他成为了后来阿洪姆王国的王子。公元808年苏坎法辞世到1315年，王位共传10世，没有发生重大事件。1332年，蓬国边界的几个村庄与云南的几个村庄爆发冲突，蓬国国王与中国国王在勐熙（Mongsee，即昆明）会晤。与之会晤的中国统治者叫“Chowongtee”（朱皇帝），又叫“Shuntee”（顺帝），最后蓬国处罚了肇事者，双方消除误会。随后中国认识到了蓬国的强大，决定征服之。中国派出一个名叫“Yangchangsoo”（杨尚书）的将军，经过两年征战攻陷蓬国都城孟拱。国王苏岸法（Soognampha）与长子苏基法（Sookeepha）逃到缅甸寻求避难，但被缅甸出卖将其遣送给中国人。孟拱陷落的同时，怀有身孕的蓬国王后带着另外两个儿子北逃，两年后在南拱河（Namkong）岸边建立了新城镇“勐拱”（Moongkong），由苏岸法的次子、三子等顺位统治，最后由蓬国王后逃亡时生下的幼子苏伍法（Soo-oop-pha）继位。苏伍法于1363年率军攻入缅甸，占领并摧毁了实皆城。约1513年，苏宾法（Soopengpha）即位，他统治时期蓬国被缅甸征服，苏宾法在1568年辞世。其子苏可法（Sookopha）曾两次成功入侵暹罗。到公元18世纪，蓬国的国势衰落，昭库尔森（Chowkhoolseng）即位后，缅甸贡榜王朝兴起，约在1752年，蓬国连名义上的独立也丧失了。:109-116

## 争议

### 存在
部分学者认为“蓬国”确是缅甸早期历史上的一个古国。威廉·威尔逊·亨特相信，蓬国同特里普拉、云南和暹罗接壤，孟拱是蓬国的首都，蓬国直到18世纪中叶才被缅甸灭亡:339。阿瑟·珀夫斯·菲尔也相信“蓬国”是傣族在公元1世纪建立的国家:12。亚历山大·达林普尔在《东方搜奇录》（Oriental Repertory）中提到，1763年时阿萨姆东南部和缅甸西北交界处有一个名为“Poong”的国家:322。东方学家亨利·玉尔同样认为缅北掸人地区存在过一个“蓬王国”:174-175。中国学者朱昌利认为“蓬国”是掸族早期国家，阿洪姆王国与蓬国有很深的渊源:40。黄惠焜称蓬国是一个“被忽略的掸傣古国”，又将蓬国与勐卯联系起来，认为瑞丽江流域就是“蓬国”的中心地带，“勐卯”、“蓬国”与“憍赏弥”都是对同一傣掸民族古国的不同称呼:6。《傣族简史》一书认为蓬国确是掸族先民建立的国家，并认为史学界对蓬国地望不尽统一反映了“古代掸人分布之广”:10。

### 不存在
庄延龄认为“蓬国”是南诏西部的傣族地区（包括勐卯、孟养、孟拱、木邦等）:23，詹姆斯·乔治·斯科特赞同此说:190，伯希和则不认同蓬国是南诏的一部分:159-160。内伊·埃里亚斯认为“蓬国”指的就是勐卯:29。托马斯·卡伦·霍德森认为“蓬国”只是曼尼普尔人对与他们打交道的傣掸王国中最强大者的称呼:114。戈弗雷·埃里克·哈威认为“蓬国”就是“卯”，包括怒江至雅鲁藏布江之间的广大傣族地区:322。方国瑜认为所谓蓬国“想亦根据传说”:8。德宏学者杨永生认为，印度阿洪姆人在追溯祖先历史时（阿洪姆人自德宏迁徙过去），把祖先建立的国家称为“蓬”，蓬国就是勐卯:243。
缅甸掸族学者召·赛蒙·芒莱、云南大学教授何平等认为，“蓬国”传说中的首任国王“库尔利”与568年创建勐卯的根兰是同一个人，“穆尔格诺”与埃里亚斯《上缅甸及滇西掸族历史概述》记载的勐卯30代国王“摩坑能”（Mo-Kang-Neng）是同一个人，苏坎法就是勐卯君主思可法，被中国赶走的苏岸法、苏基法就是麓川之役战败逃亡的思昂法、思机法，所谓“杨尚书”实际是明将、兵部尚书王骥，三隆法西征与苏岸法被缅甸交给中国人的传说同样出现在勐卯的故事中。因元明时期均发生过中国大规模征讨勐卯的战役，“蓬国”编年史将元、明的皇帝混为了同一个人。何平认为除了时间不一致以及人名拼写的差异外，“蓬国”的传说故事很多就是勐卯历史的故事。“蓬国”王后建立“勐拱”后的后蓬国时期的故事，则又与孟拱的历史相同。那部掸文编年史实际就是勐卯编年史与孟拱编年史的内容凑起来的，“蓬国”实际上并不存在。:34-36:76